# Plopsaland Ardennes
Koordinaten: 50° 23′ 38″ N, 5° 52′ 31″ O
Plopsaland Ardennes (ehemals Plopsa Coo) ist ein im Ortsteil Coo der belgischen Gemeinde Stavelot gelegener Freizeitpark von Studio 100. Er wird jährlich von etwa 370.000 Gästen besucht.

## Geschichte
Bereits 1955 wurde dort ein Sessellift und 1970 eine Minigolf-Anlage gebaut. Der eigentliche Park wurde 1976 eröffnet und trug den Namen „Télécoo“. 2005 wurde er von Studio 100 aufgekauft und erhielt den Namen Plopsa Coo.
Ab 2014 wurde der Park kinderfreundlich gemacht. Im Jahr 2025 bekam der Park seinen heutigen Namen Plopsaland Ardennes.

## Attraktionen

### Achterbahnen
| Name           | Hersteller | Typ                              | Eröffnung | Schließung | Geschwindigkeit |
| -------------- | ---------- | -------------------------------- | --------- | ---------- | --------------- |
| Schtroumpfeur  | Vekoma     | Stahlachterbahn ohne Inversionen | 1989      |            | 70 km/h         |
| Vicky The Ride | Gerstlauer | Spinning Coaster                 | 2011      |            | 55 km/h         |
| Wild Mouse     | Reverchon  | Wilde Maus, Spinning Coaster     | 2006      | 2006       | 47 km/h         |

### Attraktionen
- SpongeBob SplashBash Splash Battle 2010
- Mega Mindy Flyer Magic Bikes 2010
- Die große Welle MEGA Discocoaster 2010
- Anubis The Ride Sky Rocket Coaster 2010
- Wodan Megacoaster 2010
- Holiday Frie Holzachterbahn 2010
- Der lustige Rundflug Wellenflug 2012
- Europa Frie Megacoaster 2012
- Mammut Megacoaster 2012
- Mammut Splash Rapid River 2012
- Flug der Kämpfe Loopingcoaster 2012
- KRAKE Megacoaster 2013
- Limit Looping Megacoaster 2013
- Dessert Flier Megacoaster 2013
- Honigtöpfe Mini Tea Cups 2014
- Die Welt der Ameisen Themenfahrt 2014
- MUH MUH-Karussell Tierkarussell 2015
- OINK OINK-Karussell Tierkarussell 2015
- Heidis Achterbahn Tivoli Coaster small 2016
- Tom und Jerrys Welt Themenfahrt 2017
- Bugs Bunnys Welt Themenfahrt 2017
- Die Welt der Wespen Themenfahrt 2018

Spielplätze
- Spielplatz Wodan 2014

- Spielplatz Europa Frie 2015

- Spielplatz Bugs Bunnys Welt 2017

Restaurants Eisstände und Imbisse
- SpingeBob SplashBash Slush Crepes Slush Eis gek Getränke 2010
- Camp Burger Burger Veggie-Burger Pommes Chicken gek Getränke 2011
- Camp Ice Eis Softeis 2011
- Wespen-Pommes Pommes Chicken gek Getränke 2012
- Raupen-Crepes Crepes Getränke gek Getränke 2014